# Noble Sissle
Noble Sissle (Indianapolis, Indiana, 10 de juliol de 1889 – Tampa, Florida, 17 de desembre de 1975) va ser compositor de jazz, líder de banda i cantant estatunidenc.